# Glomerulonefrite rapidamente progressiva
Glomerulonefrite rapidamente progressiva (GNRP) ou glomerulonefrite crescêntica é uma doença renal caracterizada pelo declínio de mais de 50% da filtração glomerular em menos de 3 meses. Gera uma insuficiência renal aguda irreversível e potencialmente fatal. Afeta quatro em cada um milhão de habitantes, sendo mais comum entre mulheres e idosos.

## Classificação
Podem ser classificada em três tipos dependendo da causa: 
- Tipo I: Caracterizada pela presença de Anticorpo antimembrana basal glomerular (anti-GBM+), representa 20% dos casos.
- Tipo II: Causada pela deposição de complexos imunes (complexo anticorpo-antígeno) representa 25% dos casos. Pode ser associado a Lúpus eritematoso sistémico (LES), glomerulonefrite pós-estreptocócica, púrpura de Henoch-Schönlein e nefropatia por IgA.
- Tipo III ou pauci-imune: Causada pela ativação de neutrófilos em resposta ao Anticorpo anticitoplasma de neutrófilo (ANCA+), representa 55% dos casos.

## Causas
Em 50% dos casos, a glomerulonefrite rapidamente progressiva está associada com uma doença subjacente como a síndrome de Goodpasture, lúpus eritematoso sistêmico ou granulomatose de Wegener; os casos restantes são de origem desconhecida (idiopáticos).

## Sinais e sintomas
Gera síndrome nefrítica (sangue na urina, hipertensão arterial e pouca produção de urina) e síndrome nefrótica(perda de proteínas na urina gerando muito inchaço). Frequentemente também está associado com anemia (~90%), leucocitose (60%), compromisso das vias respiratórias (60%), das articulações (40%), dos músculos (30%), da pele (20%) e do sistema nervoso (15%).

## Diagnóstico
Após identificar o rápido compromisso da função renal com um exame de creatinina, ureia, albumina e hemácias no sangue e na urina é recomendado uma ultrassonografia dos rins para ver se os rins estão aumentados, biópsia renal para ver se há padrão de "lua crescente" nos glomérulos (visível em até 75% dos casos) e um exame de autoanticorpos (ANA, ANCA e Anti-GBM).

## Tratamento
A terapia para glomerulonefrite rapidamente progressiva é feita com imunossupressores, por exemplo, prednisolona combinada com ciclofosfamida. A substituição da azatioprina pela ciclofosfamida após um período inicial de 90 dias é uma alternativa. O prognóstico depende do valor da creatinina sérica e urina e da idade do paciente. A maioria necessita diálise em algum momento. Plasmaferese pode ser feita em pacientes que apresentam insuficiência renal aguda grave. Nas fases avançadas transplante renal pode ser necessário.